# Jan Scholten
Jan Scholten (ur. 23 grudnia 1951 w Helmond) – niderlandzki homeopata, autor podręczników, badacz i odkrywca w dziedzinie homeopatii oraz nauczyciel. Dodał wiele nowych środków homeopatycznych do Materia Medica. Dokonał usystematyzowania preparatów homeopatycznych pochodzenia mineralnego oraz pierwiastków chemicznych i ich soli stosowanych w homeopatii. Wykonał provingi z lantanowcami i jako pierwszy wprowadził je do leczenia homeopatycznego.

## Wykształcenie i praca zawodowa
Przed rozpoczęciem studiów medycznych studiował przez 2 lata chemię oraz przez 3 lata filozofię. W 1983 uzyskał dyplom lekarski. Następnie rozpoczął naukę homeopatii i akupunktury oraz innych metod medycyny niekonwencjonalnej, m.in. medycyny ortomolekularnej, ziołolecznictwa i terapii kwiatowej Bacha. Jego nauczycielami byli m.in. Roger Morrison, George Vithoulkas, Alphons Geukens, KŸnzli and Bill Gray. Po ukończeniu studiów homeopatycznych w 1985 założył własną praktykę lekarską homeopatii klasycznej. Był jednym z współzałożycieli Homeopatisch Artsencentrum Utrecht (Centrum Lekarzy Homeopatów w Utrechcie), powstałym w 1988. Osobiste poglądy określa mianem "Homo universalis", czyli naukowca obeznanego we wszystkich dziedzinach wiedzy. Jego zdaniem w homeopatii łączą się ze sobą medycyna, psychologia, mitologia, chemia, fizyka, biologia i religia. Interesuje go człowiek, aspekty fizyczne, emocjonalne, umysłowe i duchowe w stanie zdrowia i choroby.

## Publikacje
Pierwsza publikacja Scholtena "Homeopatia i minerały" (tytuł oryginału: Homeopathie en Mineralen) ukazała się w 1993 roku i została do tej pory przetłumaczona na 10 języków, w tym na język polski. W tej pozycji zostały opisane preparaty homeopatyczne pochodzenia mineralnego, szczególnie te mniej znane oraz autor wprowadził nową metodę analizowania środków homeopatycznych, którą nazwał metodą analizy grupowej. Metoda analizy grupowej pozwala przewidzieć portrety homeopatyczne nieznanych środków oraz ułatwia przyswoić olbrzymią ilość informacji dostępną w homeopatii, poprzez wyszczególnienie najważniejszych cech wspólnych charakterystycznych dla grupy środków zawierających ten sam element, np. kation sodu lub anion chlorkowy.
Druga publikacja Scholtena "Homeopatia i pierwiastki chemiczne" (tytuł oryginału: Homeopathie en Elementen) została opublikowana w 1996 roku. Autor dokonał usystematyzowania znanych i nowych środków homeopatycznych, będących pierwiastkami chemicznymi lub ich związkami chemicznymi, głównie nieorganicznymi, w oparciu o układ okresowy pierwiastków. Wprowadzona przez Scholtena metoda klasyfikacji, zwana teorią pierwiastków chemicznych (The Element Theory), stała się standardem w homeopatii. 
Ostatnia praca Scholtena zatytułowana "Tajemnicze lantanowce" (tytuł oryginału: Secret Lanthanides - Road to Independence) ukazała się 1 listopada 2005. Jan Scholten przedstawił w niej dotychczasowe doświadczenia z lantanowcami i ich solami, które jako pierwszy wprowadził do arsenału preparatów homeopatycznych w postaci spotęgowanej. Portrety homeopatyczne lantanowców oraz niektórych ich soli zostały opracowane w oparciu o przeprowadzone przez Scholtena provingi homeopatyczne i metodę analizy grupowej. Opisy przypadków klinicznych ilustrują zastosowanie spotęgowanych lantanowców w leczeniu homeopatycznym. Poszczególne stadia (od 4 do 17) autor porównał ze scenami mitologicznymi ukazującymi prace Heraklesa, którego postać obrazuje temat przewodni lantanowców, czyli drogę do uzyskania niezależności. Ponadto wskazał na podobieństwa pomiędzy homeopatycznymi charakterystykami lantanowców a przygodami Odyseusza w dziele Homera.
Wstęp do książki napisał Rajan Sankaran.

## Aktualna działalność
Jan Scholten jest przewodniczącym Stichting Alonnissos - organizacji non-profit mającej na celu promowanie homeopatii. Jest także związany z Stichting Homeopatische Opleidingen SHO w Wageningen - niezależnym stowarzyszeniem udzielającym edukacji homeopatycznej dla osób z wyższym wykształceniem medycznym: lekarzy, weterynarzy, położników i farmaceutów.
Z jego inicjatywy powstał międzynarodowy dziennik homeopatyczny Interhomeopathy, dostępny w internecie i mający na celu wymianę informacji teoretycznych i praktycznych na temat preparatów homeopatycznych.
Homeopata uczestniczy w wykładach i prelekcjach na temat własnych odkryć i teorii homeopatycznych. Był gościem w następujących krajach: Wielkiej Brytanii, Niemczech, Austrii, Francji, Hiszpanii, Norwegii, Irlandii, Polsce, Czechach, Węgrzech, Włoszech, Izraelu, Indiach, Stanach Zjednoczonych, Australii i Nowej Zelandii.

## Publikacje w języku angielskim
- Homeopathy and Minerals ISBN 90-74817-01-7
- Homeopathy and the Elements ISBN 90-74817-05-X
- Minerals in Plants ISBN 90-74817-06-8
- Minerals in Plants 2 ISBN 90-74817-13-0
- Repertory of the Elements ISBN 90-74817-15-7
- Secret Lanthanides ISBN 90-74817-16-5

## Materiały źródłowe
- Strona osobista Jana Scholtena (ang.)
- Lista publikacji i cytatów. minimum.com. [zarchiwizowane z tego adresu (2007-10-28)]. (ang.)
- Biografia. wholehealthnow.com. [zarchiwizowane z tego adresu (2008-04-24)]. (ang.)
- Stichting Alonnissos (ang.)
- Stichting Homeopathische Opleidingen (niderl.)
- International Homeopathic Internet Journal (ang.)

Przeczytaj ostrzeżenie dotyczące informacji medycznych i pokrewnych zamieszczonych w Wikipedii.